# Джейкоб Блэк
Джейкоб Билли Блэк (англ. Jacob Billy Black) — персонаж из серии романов Стефани Майер «Сумерки». Он появляется во всех книгах серии и большая часть событий происходит при его участии. В фильмах «Сумерки», «Сумерки. Сага. Новолуние», «Сумерки. Сага. Затмение», «Сумерки. Сага: Рассвет — Часть 1» и «Сумерки. Сага: Рассвет — Часть 2» роль Джейкоба исполняет американский актёр Тейлор Лотнер. Мать Джейкоба погибла в автокатастрофе. Отец  — инвалид, передвигающийся в коляске.

## Концепция и создание
Согласно Стефани Майер, первоначально Джейкоб был введён в сюжет для того, чтобы рассказать Белле о тайне Эдварда в «Сумерках». Однако автору, её агенту и их редактору персонаж так понравился, что они решили дать ему значимую роль в следующей книге, «Новолуние». Стефани Майер написала на своём официальном сайте, что после того, как Джейкоб превратился в настолько значимого персонажа в «Новолунии», она вернулась к тексту «Сумерек», который редактировала в то время, чтобы придать более значимую роль Джейкобу и его отцу, Билли Блэку.

## Роль в книгах

### Сумерки
У Джейкоба небольшая роль в первой книге серии. Он является сыном Билли Блэка, друга отца Беллы Свон. Когда Белла использует его, чтобы получить информацию об Эдварде Каллене и его семье, Джейкоб рассказывает ей легенды Квилетов (англ. Quileute) и делится с ней представлением о том, что Эдвард вампир. Именно тогда Джейкоб влюбляется в Беллу.

### Новолуние
После несчастного случая на дне рождения Беллы, когда она поранила палец об обёртку подарка и Джаспер, сводный брат Эдварда, едва не нападает на неё (так как он недавно стал "вегетарианцем"), Эдвард решает покинуть любимую ради её же безопасности. Проведя несколько месяцев в глубоком отчаянии из-за разрыва с Эдвардом, Белла находит утешение в дружбе с Джейкобом. Их дружба становится всё прочнее, и к тому же, Джейкоб испытывает к ней романтические чувства, на которые Белла не отвечает взаимностью. Джейкоб — один из представителей древнего вида оборотней племени квилетов, которые призваны навечно быть смертельными противниками вампиров. Он испытывает первую трансформацию и превращается в волка, что на некоторое время отчуждает его от Беллы. Он, как и все «волки», бессмертен, пока может трансформироваться. Затем он начнёт взрослеть и стареть. Ему запрещено рассказывать об оборотнях кому бы то ни было. К тому же он становится слишком занят, патрулируя лес вместе со своей стаей и обследуя территорию на наличие вампиров. Когда Белла на поляне натыкается на вампира Лорана (в первой части фигурировавшего в компании Джеймса, убитого Калленами, и вампирши Виктории, которая намерена мстить за убийство своего возлюбленного), Джейкоб и его стая приходят на помощь, справляясь с Лораном и спасая Беллу от кровавой расправы.
Затем Белла прыгает со скалы, чтобы услышать Эдварда во время очередного выброса адреналина, и едва не тонет, но Джейкоб спасает её жизнь. Когда Эдвард ошибочно полагает, что Белла умерла, он отправляется в Италию с единственной целью — умереть. Узнав об этом, Белла и Элис, сестра Эдварда, в спешке едут в Италию с намерением спасти Эдварда от самоубийства. Для Джейкоба отвратительно и возмутительно возвращение Эдварда в Форкс, а также готовность Беллы вернуться к любимому. Также его отталкивает желание Беллы стать такой же, как и Эдвард. (По книге) В порыве ревности Джейкоб доносит на Беллу её отцу Чарли о том, что она тайно ездила на мотоцикле, надеясь, что тот запретит ей встречаться с Эдвардом, а также напоминает Эдварду о договоре семьи Калленов с его племенем, не позволяющем Калленам создавать новых вампиров. Белла не только быстро прощает ему эту выходку, но и считает себя виноватой в его агрессивном поведении.

### Затмение
Эдвард и Белла снова вместе, но Джейкоб Блэк не желает с этим мириться. Он уверен, что Белла тоже любит его, но сама не может признаться себе в этом. Пытаясь влюбить в себя Беллу, прибегает к различным дерзким уловкам и даже насильно целует её, однако, несмотря на привязанность к другу, Белла по-прежнему не отвечает ему взаимностью. В конце концов, оборотни и вампиры объединяются перед лицом Виктории и её армии новорожденных вампиров.
Перед боем Джейкоб узнаёт, что Эдвард и Белла вскоре собираются пожениться. Уходя на битву с новообращёнными, Джейк говорит Белле, что, если будет возможность, он лучше погибнет, чем вернётся снова, а Белла просит его остаться, беспокоясь за него. Джейк требует, чтобы Белла доказала это, и тогда она позволяет ему поцеловать себя. Во время поцелуя она понимает, что любит Джейкоба, пусть и не так, как Эдварда. Но даже после поцелуя Джейкоб всё равно уходит на битву. Виктория с молодым вампиром Райли, впоследствии растерзанным во время схватки с Сетом, пробирается к палатке. Сет и Эдвард побеждают Райли, а Эдвард убивает Викторию. Тем временем Каллены вместе с оборотнями справились с новообращёнными.
После боя Джейкоб получает серьёзные травмы, которые даже со способностью оборотней лечить свои раны с огромной скоростью, заживают несколько дней. В лечении ему помогает Карлайл Каллен. Эдвард не держит на Беллу зла за её поцелуй с Джейкобом, и она делает свой окончательный выбор в пользу Эдварда. Белла навещает Джейкоба и рассказывает ему о своём решении, а он говорит, что всегда будет любить и ждать её (даже после её обращения в вампира). После выздоровления Джейкоб отвергает всех своих друзей и уходит из стаи, скитаясь в облике волка, чтобы забыть человеческие чувства.

### Рассвет
Джейкоб появляется на свадьбе Беллы и Эдварда, узнаёт, что они собираются провести «настоящий» медовый месяц, и едва не перевоплощается в волка, чтобы расквитаться с Эдвардом за то, что тот подвергает девушку опасности. Белла во время свадебного путешествия забеременела, и плод развивается очень стремительно, принося жестокие муки своей будущей матери. Джейкоб узнаёт об этом и ненавидит плод всем сердцем. Стая решает, что ребёнок может быть опасен для жителей Форкса, так как его природа неизвестна. Джейкоб, узнав, что Белла, скорее всего, погибнет ещё до рождения ребёнка от зубов своих соплеменников, покидает стаю Сэма и уходит защищать Калленов. По праву рождения Джейкоб альфа-вожак стаи. К нему присоединяется Сет Клируотер, который находится с Калленами в хороших, по сравнению с другими оборотнями, отношениях, а затем и Ли — его сестра. Новая стая пытается защитить Беллу и её ребёнка.
У Эдварда и Беллы рождается дочь, Дампир (полувампир-получеловек), получившая имя Ренесми. Роды оказываются настолько тяжелы, что единственный способ спасти Белле жизнь — превратить её в вампира. Эдвард отравляет её своим ядом, вкалывая шприц прямо в сердце. Но поскольку Белла не подаёт никаких признаков жизни, Джейкоб думает, что она умерла и решает немедленно убить новорожденную девочку. Направляясь в комнату, где находится Ренесми, Джейкоб внезапно испытывает непреодолимую тягу к девочке, а в тот момент, когда он уже готов перевоплотиться и напасть на неё, их взгляды встречаются, и между ними происходит запечатление.
Стая Джейкоба и Сэма принимают участие в противостоянии с Вольтури. Именно оборотни становятся тем, что в первую очередь остановило итальянский клан (особенно Кая) при наступлении. После стечения некоторых обстоятельств Вольтури отступают. Джейкоб и все остальные узнают, что Ренесми всегда будет молодой и никогда не умрёт. Она станет взрослой через семь лет после рождения. Но несмотря на это, Джейкоб всё равно пока не думает о ней, как о будущей девушке — он просто заботится о ней и хочет, чтобы она была счастлива. (Судя по предвиденью Элис, Джейк и Ренесми будут вместе).

## Внешность и характер
В книгах Джейкоб описан как индеец племени Квилетов. Проживает в индейской резервации Ла Пуш, недалеко от городка Форкс, штат Вашингтон. На протяжении развития событий в книге «Новолуние» с ним происходят трансформации, дающие ему возможность обращаться в большого красно-коричневого волка-оборотня с самой длинной в стае шерстью. Исходя из законов наследования, должен был возглавлять стаю, но отказался от бремени лидерства в пользу Сэма.
У Джейкоба гладкая красновато-коричневая кожа, высокие скулы, резкий подбородок. черные волосы до плеч и миндалевидные тёмные глаза. В «Сумерках» он описывается как долговязый пятнадцатилетний парень с длинными черными волосами. Его рост на тот момент составлял 6’2" (6 футов, 2 дюйма, что примерно равно 188 см). В «Новолунии» он заметно вырастает и коротко постригает волосы. В «Рассвете» его рост достигает 213 см (7 футов). Честный, мужественный,  общительный, обаятельный, красивый, добрый, уверенный в себе молодой человек. Лидер по своей сути. При этом вспыльчивый, упрямый и прямолинейный, в гневе ужасен.
Несмотря на то, что Белла выбрала вампира, он всё равно не сдается и хочет быть рядом с ней. Белла испытывает к Джейкобу симпатию, и временами ей трудно точно определить, с кем именно она хочет остаться. Джейкоб любит Беллу и, несмотря ни на что, не может оставить её во время беременности. После превращения Беллы в вампира он понимает, что уйти он не мог из-за дочери Беллы и Эдварда — Ренесми, которая становится той единственной, с кем Джейкоб мечтает быть всегда вместе.